# 1973 Colocolo
1973 Colocolo (1968 OA) là một tiểu hành tinh vành đai chính được phát hiện ngày 18 tháng 7 năm 1968 bởi C. Torres và S. Cofre ở Đại học Chile, Cerro El Roble Station.